# Базилика Святого Георга (Вальдюрн)
Базилика святого Георга в Вальдюрне, также называемая Паломнической базиликой Святой крови — паломническая католическая церковь в немецком городе Вальдюрн на севере федеральной земли Баден-Вюртемберг. После известия о Вальдюрнском чуде Крови (нем. Blutwunder von Walldürn), произошедшего около 1330 г., церковь стала центром самого большого в Германии места паломничества, посвящённого евхаристии.

## Краткая история
Вальдюрн был впервые упомянут уже в 794 г. в Лоршском кодексе, и в записи, датированной 1248 г., впервые говорится о вальдюрнском приходском священнике. Однако достоверно неизвестно, когда именно здесь была выстроена первая церковь и обустроен приход. При этом монахи из монастыря Аморбах, которому изначально принадлежало церковное управление в Вальдюрне, миссионерствовали и проповедовали в этой местности, начиная с VIII в.
В 1227 г. права на Вальдюрн перешли к вюрцбургскому епископству.
В 1294 г. Рупрехт фон Дюрн-Форхтенберг и его сын продали город Вальдюрн и связанное с ним церковное окормление архиепископу Майнца, что породило длившийся несколько столетий конфликт между майнцскими и вюрцбургскими епископами за право патроната. Этот спор был улажен лишь в 1656 г., когда обе епископские кафедры занимал Иоганн Филипп фон Шёнборн, и между епархиями был проведён обмен территориями.

### Вальдюрнское чудо Крови
Согласно преданию, записанному в 1598 г., около 1330 г. в вальдюрнской церкви произошло так называемое Вальдюрнское чудо Крови, когда священник Генрих Отто во время церковной службы по неосторожности опрокинул уже освящённое (пресуществлённое) вино на расстелённый на алтаре корпорал, которое тут же проступило в форме изображения распятого Христа и 11 отдельных изображений его головы в терновом венце (плат Вероники). Священник, испугавшись, спрятал корпорал и раскрыл его местонахождение только в момент своей смерти 50 лет спустя. Известие о новом нерукотворном образе быстро распространилось, и Вальдюрн скоро превратился в один из центров паломничества.
В 1408 г. паломничество было официально разрешено вюрцбургским епископом Иоганном I фон Эглофштайном (†1411), и в 1445 г. истинность произошедшего чуда подтвердил папа Евгений IV, одновременно — в целях поощрения строительства новой вальдюрнской церкви — разрешив выпуск индульгенций, что способствовало притоку паломников. Первые документально подтверждённые большие паломничества состоялись в 1465 г. Старая церковь, не способная больше вместить всех желающих, была перестроена в 1497 г.
Реформация обошла Вальдюрн стороной, сказавшись лишь на числе паломников; но церковь была разорена в ходе Крестьянской войны 1525 г.
Уже с 1600 г., в связи с деятельностью Йоста Хоффиуса (Jost Hoffius), организовавшего трёхдневные паломничества и опубликовавшего в 1598 г. первое сочинение о Вальдюрнском чуде, паломничество возобновилось с новой силой, потребовав повторного расширения церкви в 1626 г. К пяти имевшимся алтарям было добавлено ещё три.
Внимание папы Урбана VIII, от имени которого в 1624 г. были выпущены новые индульгенции, и окончание Тридцатилетней войны положительно сказались на паломническом движении, потребовав возведения новой церкви, в целом законченной в 1714 г. (внутреннее убранство — в 1728 г.) при поддержке майнцского архиепископа Лотара Франца фон Шёнборна (1655—1729).
В XVIII в. Вальдюрн переживал свой «золотой век», извлекая выгоду из ставших 14-дневными паломничеств.
В 1802 г. Вальдюрн вошёл в состав Бадена, в церковном плане будучи переподчинён сначала епископскому ординариату в Брухзале (в 1817 г.), и затем — новосозданному Фрайбургскому епископству (в 1821—1827 гг.)
В 1962 г. вальдюрнская церковь св. Георга получила титул малой папской базилики (Basilika minor).
Ежегодно в паломничествах в Вальдюрн (из Кёльна, Фульды и Айхсфельда) принимают участие порядка 100 000 человек. Их организацией с 1938 г. занимались августинцы, с 2007 г. эту функцию переняли францисканцы-конвентуалы.

## Галерея

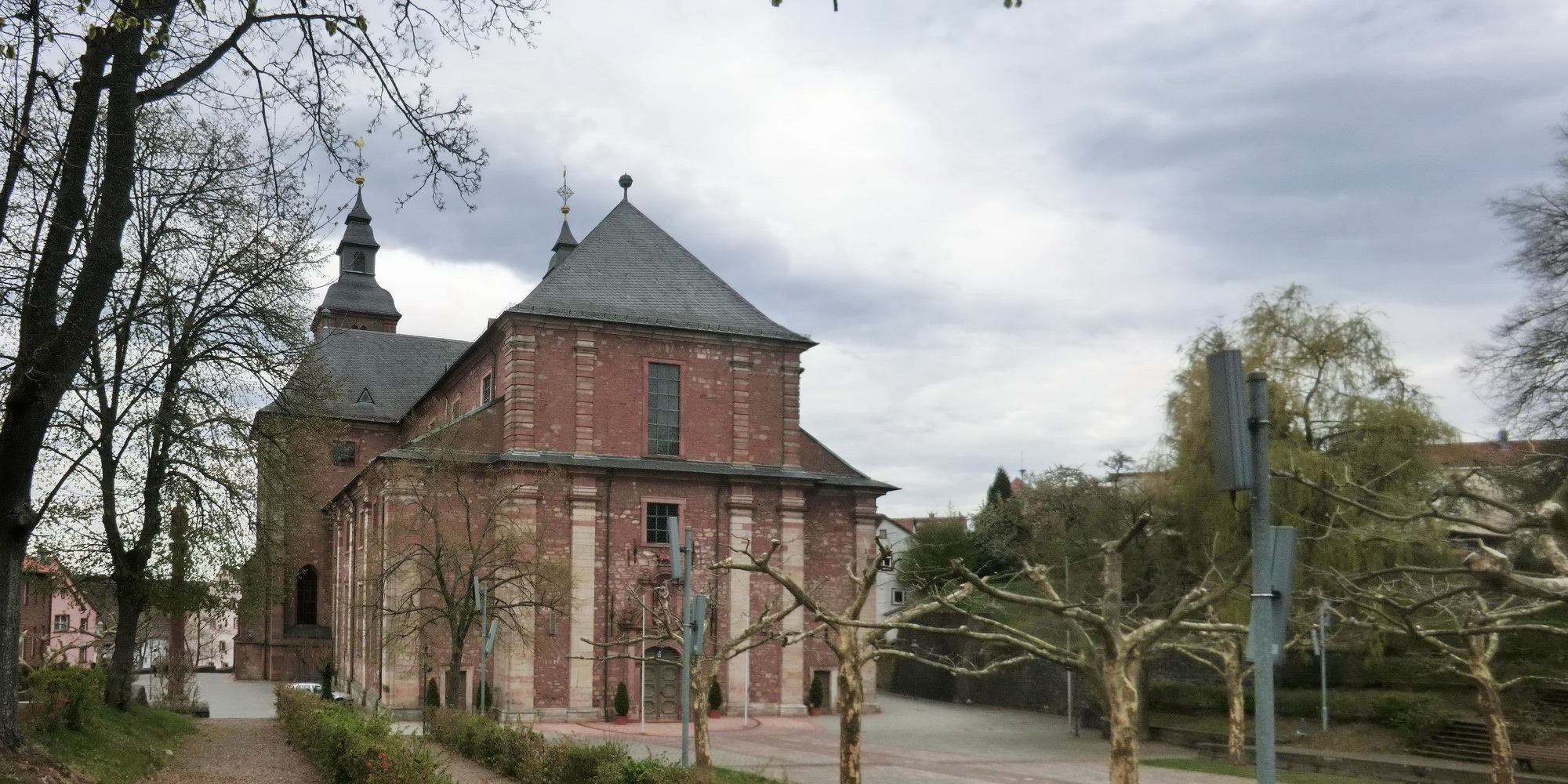
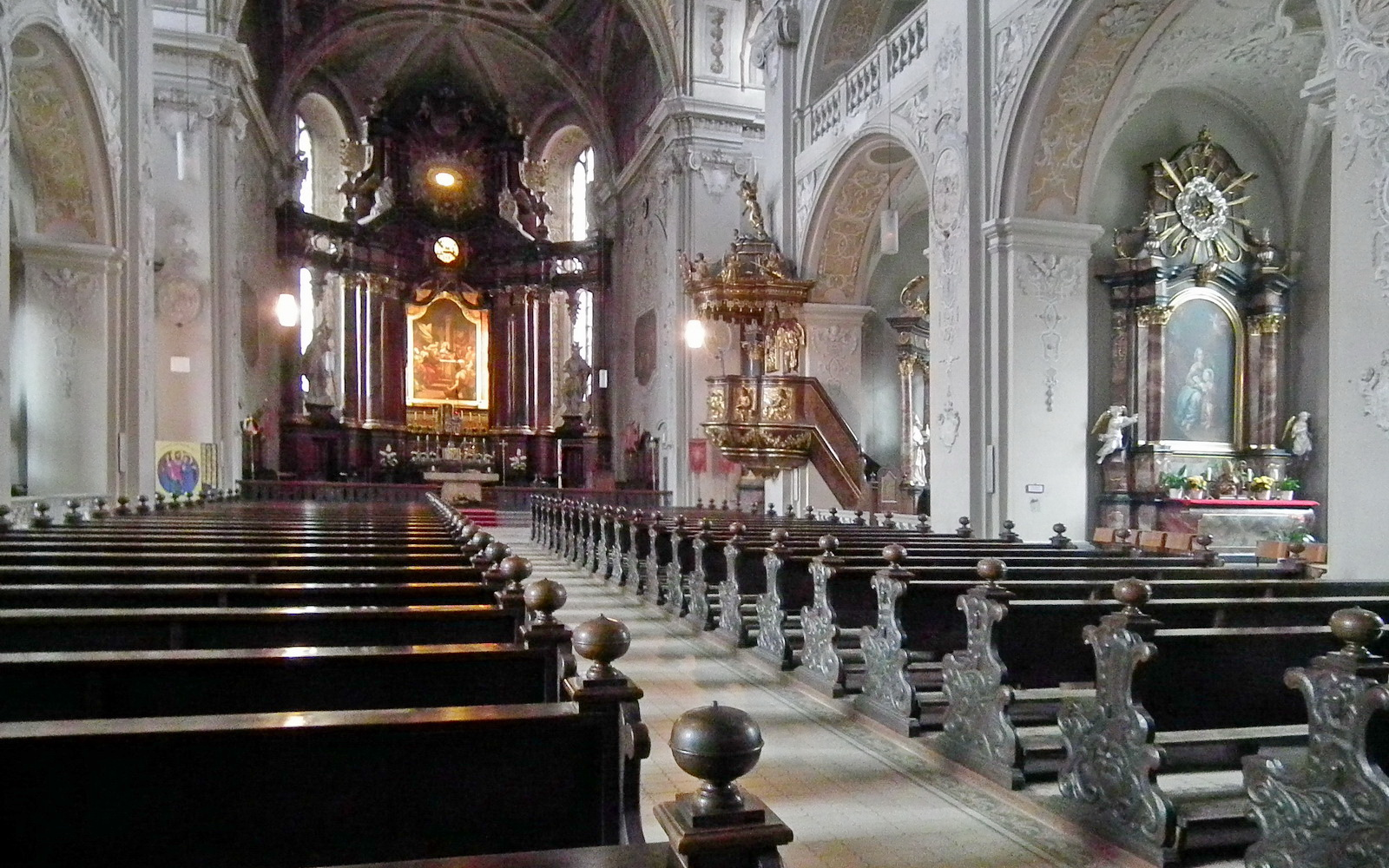
Общий вид внутреннего убранства
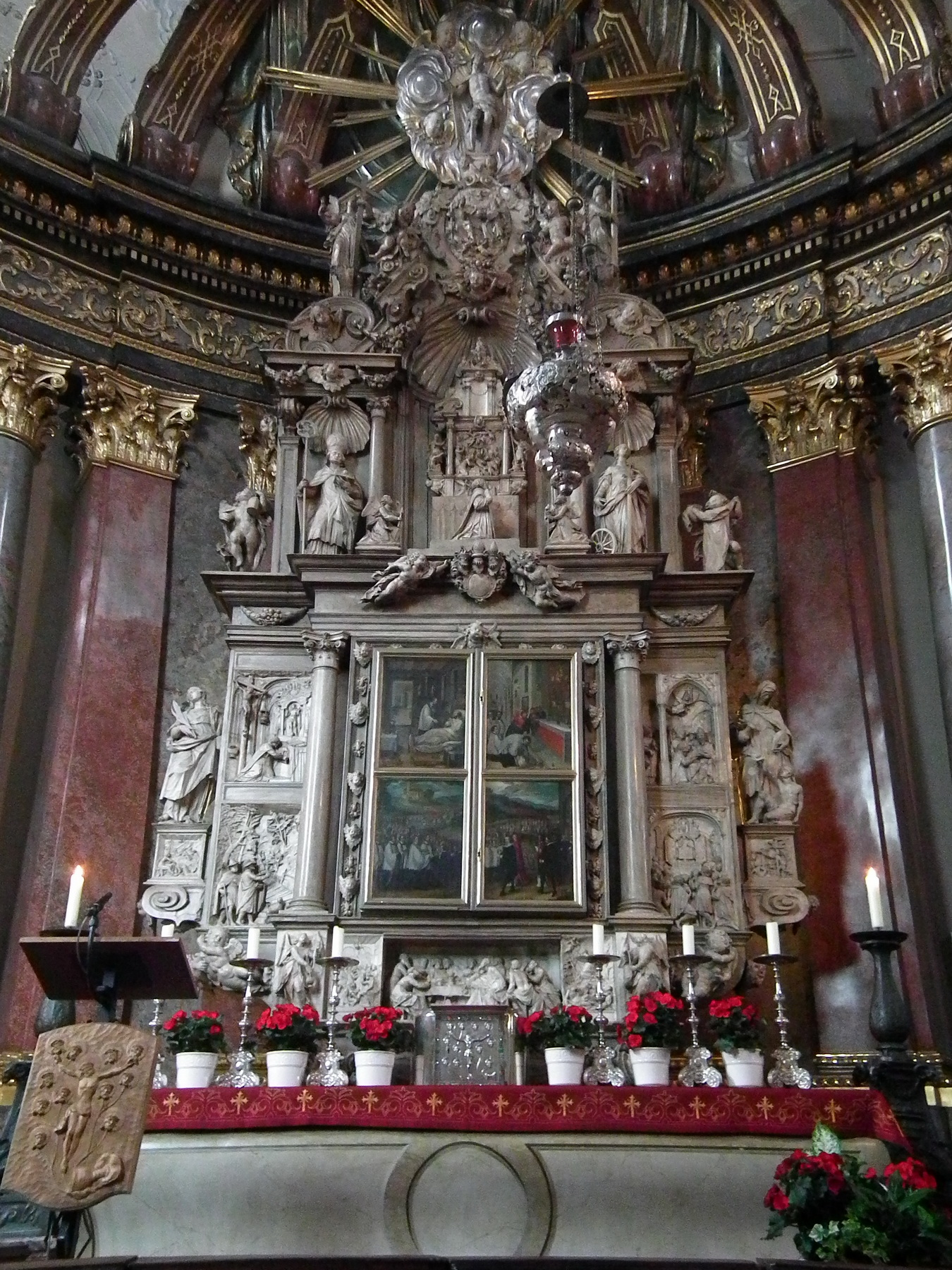
Алтарь Крови Христовой